# Serra das Traíras
A Serra das Traíras (ou Serra das Palmas) é uma serra localizada entre os municípios brasileiros de Paranã, no Tocantins, e Cavalcante, em Goiás. Nela se encontram localizadas as terras mais altas do estado do Tocantins, incluindo o ponto culminante do estado, o qual está localizado nas coordenadas geográficas 13°19'43"S, 47°26'46"W e possui uma altitude aproximada de 1.340 metros, de acordo com o IBGE e a DSG do Exército. Além disso, o topo da Serra das Traíras é o local onde são registradas as temperaturas mais baixas do estado do Tocantins, sendo que ela também é a única serra do estado onde podem ser encontradas altitudes acima de 1.210 metros. Pode-se chegar até a região através das rodovias TO-130, GO-241 e GO-464, que é a rodovia asfaltada mais próxima (via Minaçu - GO). As localidades mais próximas da Serra das Traíras são o povoado do Mocambo (ou Baliza) e o povoado do Campo Alegre, em Paranã, além do povoado São José e da UHE Cana Brava, em Goiás.